# Біль
Біль — реакція організму, яку формують біологічні, емоційні, психологічні та соціальні складові, що виникає внаслідок подразнень нервової системи. Є симптомом багатьох хвороб. Являє собою захисну реакцію організму, яка виникла в процесі еволюційного розвитку.
Больові подразнення сприймаються периферійними нервовими рецепторами і передаються по нервових провідниках до головного мозку.
Інтенсивність відчуття болю залежить від низки чинників: типу вищої нервової діяльності конкретного хворого, його психологічного настрою, емоційного фону, обстановки, у якій хворий знаходиться.
Іноді біль є першою ознакою хвороби або сигналом небезпеки, що загрожує організмові від довкілля.
При надмірній інтенсивності і тривалості біль перетворюється на хворобливе явище. Це зумовлюється тим, що тривалі сильні подразнення периферійних рецепторів, які сприймають біль, супроводжуються невпинним надходженням больових імпульсів до відповідних центрів головного мозку. Внаслідок цього настає розлад їхньої діяльності.
Для полегшення й тамування болю застосовуються знеболюючі, які можуть мати місцеву або загальну дію.

## Патологічна фізіологія болю
Нині існує дві теорії можливого механізму виникнення болю. Згідно з однією з них не існує якихось спеціальних больових рецепторів, та будь-який надмірний, руйнівний вплив на рецептори може призвести до відчуття болю.
Згідно з іншою — біль сприймається ноцицепторами (больовими рецепторами), які присутні у вигляді вільних нервових закінчень. Вирізняють механічні, термічні та хімічні ноцицептори.
Для проведення больових сигналів призначені два види нервових волокон: швидкі (Aδ-мієлінізовані волокна) та повільні (C-волоконні). Швидкість передачі сигналу в першому випадку коливається від 5 до 30 метрів на секунду, а в другому від 0,5 до 2 метрів на секунду. Швидкі волокна, як правило, реагують на зовнішні подразники та допомагають уникнути небезпечних ситуацій. Повільні волокна створюють відчуття ниття, пульсивного та пекучого болю, в основному сигналізуючи про порушення всередині організму.
Больові сигнали поступають до головного мозку, спричинюючи суб'єктивне відчуття болю. Вважається, що боліти може будь-який орган, окрім головного мозку, тому що в ньому немає больових рецепторів. А головний біль спричинений патологічними процесами, які відбуваються у його судинах або оболонах.

## Види болю
За шляхом виникнення
- Ноцицептивний біль — найрозповсюдженіший вид болю, він пов'язаний з роздратуванням больових рецепторів. Такий біль виникає при травмах, запаленнях, пошкодженнях тканин.
- Нейропатичний біль — пов'язаний з порушеннями центральної та периферичної нервової системи, тобто структур, які проводять біль, зустрічається рідше, від нього страждають близько 8-10 % людей.
- Ноципластичний біль — виникає, коли ніяких причин для цього, здавалося б, немає, відчувається лише у свідомості людини. Від такого болю часто страждають люди з депресіями та іншими порушеннями психоемоціональної сфери.

За тривалістю
- транзиторний (короткочасний) — різко з'являється, проходить швидко. Може виникати через короткочасну нестачу кисню в певному органі.
- гострий — біль через пошкодження (термічне, фізичне).
- підгострий біль — може тривати від 2х до 6 місяців, зазвичай обумовлений психологічним компонентом.
- хронічний — турбує більше 6 місяців, сила болі не обов'язково пропорційна до пошкодження. Часто супроводжується розладами сну, пам'яті, когнітивних можливостей.

За локалізацією
- Поверхневий, короткочасний і гострий «епікритичний» біль, розвивається через подразнення шкіри, слизових оболонок;
- Глибинний біль, який має різну тривалість і здатність до поширення в інші зони, виникає внаслідок подразнення у м'язах, суглобах, окісті);
- Вісцеральний біль відбувається в результаті подразнення внутрішніх органів — ендотелію, очеревини, плеври, оболон мозку.[2]
- Фантомний — біль чогось, що не належить до тіла.

За органами
- Головний біль
- Біль у горлі
- Зубний біль
- Біль у животі
- Біль за грудиною